# Pomezí nad Ohří
Pour les articles homonymes, voir Pomezí.
Pomezí nad Ohří (en allemand : Mühlbach) est une commune du district de Cheb, dans la région de Karlovy Vary, en République tchèque. Sa population s'élevait à 302 habitants en 2020.

## Géographie
Pomezí nad Ohří se trouve sur la rive sud du réservoir de Skalka, un lac artificiel formé par le barrage de Skalka sur la rivière Ohře, à 7 km à l'ouest de Cheb, à 46 km à l'ouest-sud-ouest de Karlovy Vary et à 155 km à l'ouest de Prague.
La commune est limitée par Cheb au nord et à l'est, et par l'Allemagne au sud et à l'ouest.

## Histoire
La première mention écrite de la localité date de 1370.